# Gaël Giraudeau
Gaël Giraudeau (* 1982 in Boulogne-Billancourt, Frankreich) ist ein französischer Schauspieler und Spieleentwickler.

## Leben
Gaël Giraudeau ist der Sohn des Filmemachers Bernard Giraudeau und der Schauspielerin Anny Duperey. Seine jüngere Schwester ist die Schauspielerin Sara Giraudeau.
Nach einem Master in Ökonomie absolvierte Giraudeau erfolgreich sein Diplomstudium in Game Design. Er war einer der Level-Designer des 2006 von Ubisoft veröffentlichten Tom Clancy’s Splinter Cell: Double Agent und 2012 von Bethesda Softworks veröffentlichten Dishonored: Die Maske des Zorns. Parallel dazu programmierte er auch Mobil-Games und veröffentlichte 2010 Escapee Go!. Seit 2013 gehört ihm mit Majaka ein eigenes kleines Entwicklerstudio, welches sich ausschließlich auf Mobil-Games konzentriert.
Erst im Alter von 30 Jahren begann Giraudeau mit der Schauspielerei. So debütierte er 2014 in dem von Nadège de Luthy Benoît inszenierten Kurzfilm Orages d’été an der Seite von Diane Fleri. In der von TF1 produzierten Fernsehserie Une famille formidable war Giraudeau seit 2014 mehrfach in der wiederkehrenden Rolle des Jean-Philippe an der Seite seiner Mutter Anny Duperey zu sehen.
Giraudeau ist mit der französischen Sängerin Anne Auffret liiert.

## Ludografie (Auswahl)
- 2006: Tom Clancy’s Splinter Cell: Double Agent
- 2010: Escapee Go!
- 2012: Dishonored: Die Maske des Zorns (Dishonored)

## Filmografie (Auswahl)
- 2014: Orages d’été
- 2014–2017: Une famille formidable (Fernsehserie, zehn Folgen)
- 2017: Mr & Mme Adelman
- 2017: Lebowitz contre Lebowitz (Fernsehserie, zwei Folgen)